# Peimei (köpinghuvudort i Kina, Jiangxi Sheng, lat 28,64, long 117,10)
Peimei är en köpinghuvudort i Kina. Den ligger i provinsen Jiangxi, i den sydöstra delen av landet, omkring 120 kilometer öster om provinshuvudstaden Nanchang. Antalet invånare är 21 851. Befolkningen består av 10 573 kvinnor och 11 278 män. Barn under 15 år utgör 24,0 %, vuxna 15-64 år 68 %, och äldre över 65 år 7,0 %.
Runt Peimei är det ganska tätbefolkat, med 230 invånare per kvadratkilometer. Närmaste större samhälle är Chenying, 7,1 km nordväst om Peimei. I omgivningarna runt Peimei växer i huvudsak blandskog.
Genomsnittlig årsnederbörd är 2 653 millimeter. Den regnigaste månaden är juni, med i genomsnitt 449 mm nederbörd, och den torraste är oktober, med 41 mm nederbörd.